# 마빈 히메이어
마빈 히메이머(Marvin Heemeyer, 본명: 마빈 존 히메이머(Marvin John Heemeyer), 1951년 10월 28일 ~ 2004년 6월 4일)는 미국의 용접사 겸 자동차 머플러 수리사이자, 불도저를 불법 개조해 킬도저를 만들고 소수의 건물을 파괴한 장본인, 범죄자이자 피해자이다. 이 사건은 무능한 사회의 법과 기관이 원인을 제공한 사건이다.

## 어린 시절
그는 1951년 10월 28일에 사우스다코타주에서 태어났으며, 그랜비에서 16마일 떨어진 콜로라도주의 그랜드 레이크에서 살았다. 이웃에 따르면, 히메이어는 사건 10년 전에 마을로 이사했다고 한다. 헤메이어의 친구들은 그가 그랜비-그랜드 레이크 지역에 친척이 없다고 말했다. 헤메이어의 친구인 존 볼드리는 헤메이어가 호감이 가는 사람이라고 말했으며, 그의 형이 "누구에게나 뒤로 물러 설 것"이라고 말했다. 많은 사람들이 헤메이어를 상냥한 사람이라고 묘사했지만, 지역 주민인 크리스티 베이커는 논란이 되고 있는 머플러 수리비 지불을 거부한 후 그녀의 남편이 히메이어에게 위협을 받았다고 주장했다. 베이커는 그녀의 남편이 나중에 히메이어에게 중개인을 통해 124달러를 지불했다고 말했다.

## 불행한 원인
그는 용접사 겸 자동차 머플러 수리사로 일하다가 2001년에 그가 일하는 가게 옆에 대규모 시멘트 생산 공장이 들어올 거라는 소식을 들었다. 이 부지는 가게가 들어오는 주 통로였기 때문에 이 공장이 지어지면 자신의 가게와 거처로 들어올 수 있는 길이 막혀 버릴 것 같다고 불안했다. 그래서 시청에 직접 가서 시장한테 자신의 사연을 직접 보고한 후 대안책을 달라고 요청했으나, 거부되었다. 혹시나 모르는 마음에 시멘트 공장 본사도 찾아가서 공장장에게 같은 대안책을 요구했으나, 역시 거부되었다. 그럼에도 불구하고 그는 삶의 터전을 포기할 수 없었던 그는 시청 앞에서 혼자서 시위를 했다. 더불어 법원에 직접 가서 건축을 불허해달라며 소송을 냈으나, 이후 패소되었다. 그 대가로 엄청난 소송 비용을 떠안았다.
게다가 2003년에는 지역 신문인 스카이하이 뉴스에서 그의 행동이 개인 이기주의자가 하는 것이라며 그를 비난하는 기사를 냈으며, 이 때문에 그는 마을 주민들에게 비난을 받고 결혼을 앞둔 애인한테도 이별당했다. 이때 시멘트 공장이 건설되자 그는 어쩔 수 없이 지인들의 도움을 받아 시 당국에 탄원서까지 내고 대안을 마련할 기회를 요구했으나, 또 거부를 당했다. 최후의 수단으로 그는 불도저를 직접 구입한 뒤 가게로 통하는 다른 길이라도 직접 개간해 보려고 시 당국에 한번 더 기회를 달라고 요청했지만, 끝내 역시 거부되었다. 게다가 그가 일했던 정비소에서 나온 쓰레기를 사유지에 방치했다는 이유로 2,500달러의 벌금을 부과하자 마빈은 시청에 직접 가서 항의하다가 그의 정비소에서 3개월간 영업 정지 처분을 받았다.
2004년에는 그의 아버지가 사망하였으며, 이러 일들에 대한 불만을 품었던 그는 복수하기로 결심했다.

## 킬도저 제작
복수하기로 결정했던 그는 자신의 사유지를 쓰레기 처리 업체에 40만 달러에 매각한 후, 불도저를 몰래 개조하기 시작했다. 그가 구입했던 불도저는 코마츠 사의 D355A였다.
그 불도저에 조종석, 엔진 그리고 궤도 일부분에 장갑으로 덮었는데, 이 장갑은 여러 장의 공구용 강철판 사이에 5000-psi 콘크리트를 주입해 만들어진 사제 복합장갑으로, 최대 두께 30cm를 초과했다. 조종석이 완전히 밀폐된 상황에서 시야를 확보하기 위해 외부에 여러 대의 비디오 카메라가 장착되어 있었고, 이를 조종석의 모니터 2개에 연결시켰다. 카메라는 8cm에 달하는 방탄 플라스틱에 덮인 상태로 장착되었고, 이를 먼지에 덮이는 것을 방지하기 위해 에어컨과 연결된 압축 공기 노즐이 장착되었다. 또한 외부로부터 반격하기 위해 각각 50구경 배럿 M82 대물저격총, FN FNC 소총과 루거 미니-14 소총을 장착해 각각 12.7mm 두께의 강철판으로 방호하였다. 또한 최루탄을 비롯한 화기로부터 방호할 수 있도록 조종석에 양압장치를 설치하고, NBC 방호능력을 갖췄다. 물론 이 불도저는 마빈의 죽음을 각오하기 위해 설계된 것이라 한번 탑승하면 절대로 내릴 수 없었다. 그리고 그는 개조한 불도저를 "킬도저"라고 이름을 붙였다.

## 분노의 폭발
2004년 6월 4일에 킬도저를 완성한 뒤에 원한관계가 없는 대부분의 시민들과 자신을 도와줬던 지인들에게 대피하라고 명령했고, 이 불도저를 이용해 자신의 정비소 옆에 세워졌던 시멘트 공장, 시청, 경찰서, 지방 신문사인 스카이하이 건물, 판사의 미망인의 집 등 원한관계에 있는 사람들의 건물들을 파괴했다.
이 사건을 목격하던 경찰관이 출동해 킬도저를 파괴하려고 노력했지만, 전술했듯이 이 기체는 방탄으로 뒤덮여 있어서 파괴할 수 없었다. 그래서 경찰특공대인 SWAT까지 동원시켜 이 불도저를 파괴하는데 시도했지만, 역시나 같은 이유로 실패하였다. 카메라를 노린 저격조차도 두터운 방탄 플라스틱을 뚫을 수가 없었고, 한 경관이 불도저의 배기구에 섬광탄을 투척해도 아무런 소용이 없었다. 게다가 부 보안관이 불도저에 용케 올라타고 제압 방법을 찾아보다가 곧 뛰어내려야 했고, 이런 상황을 대비한 범인이 차체 위에 뿌려 놓은 기름 때문에 더 이상 올라타는 것은 무리했다. 심지어 한 중장비 기사가 범행을 막기 위해 킬도저보다 더 큰 스크레이퍼를 몰고 정면대결을 벌다가 역시나 실패했다. 그 과정에서 킬도저의 라디에이터가 고장나 엄청난 증기를 뿜어냈다.
이로 인해 경찰관들이 속수무책으로 당하자 당시 콜로라도 주지사였던 빌 오웬은 콜로라도 주방위군 육군의 헬파이어 미사일을 장착한 AH-64 아파치 공격 헬리콥터와 FGM-148 재블린으로 무장한 대전차병들의 투입까지 돌입하려고 했다. 그러나 동원했다가는 킬도저를 파괴하기는커녕 오히려 피해량이 더 많이 발생할 수 있다고 간주해 실제로는 투입이 보류되었다.
그러던 중 마빈은 킬도저를 이용해 한 건물을 부수다 지하실에 궤도가 빠져서 기동 불능에 처했고, 그는 어떻게든 킬도저를 후진시켜 탈출하려고 했지만, 로더를 몰던 중장비 기사가 로더를 이용해 뒤를 막았다.

## 최후
결국 궁지에 몰린 마빈은 킬도저 안에서 357구경 권총으로 자신의 머리를 쏴 자살했으며, 이렇게 사건이 벌어진지 2시간 7분만에 종결되었다. 다행히도 그가 범행을 저지르기 전에 다른 사람들에게 대피하라고 명령한 덕분에 인명 피해는 발생하지 않았지만, 그의 복수로 인한 재산파괴와 기물훼손을 막을 수는 없어서 총 건물 13채가 파괴되었고, 700만 달러(한화 63억)에 달하는 재산 피해가 발생했다.

## 이후
그가 사망한 뒤, 한 사람이 킬도저에 장착된 장갑 장치를 토치로 절단시키고, 시체를 꺼내는 데 12시간이 걸렸다.
2005년 4월 19일에 그가 개조시켜 사용한 불도저는 고철로 해체되었다고 발표되었고, 그를 추종하는 무리가 킬도저 고철을 손에 넣어서 역설계할 것을 방지하기 위해 여러 군데로 분산 매각되었다.
2014년에 개봉한 러시아 영화 리바이어던이 킬도저 사건으로부터 영감을 받았으며, 2017년 6월 11일에는 문화방송의 오락/예능 프로그램인 신비한 TV 서프라이즈에서 이런 이야기를 다루기도 했다.

## 같이 보기
- 알박기
- 님비